# Plaza Gramajo Gutiérrez
La Plaza Alfredo Gramajo Gutiérrez es una plaza ubicada en la ciudad de San Miguel de Tucumán, Argentina. Se encuentra entre las calles Asunción, Lucas Córdoba, Mendoza y San Martín, en cercanía al Parque Avellaneda, Plaza de la Fundación y Cementerio del Oeste.

## Historia
El 7 de diciembre de 1911 la municipalidad de la capital colocó la escultura de mármol Parábola en la Plaza Independencia frente a Casa de Gobierno. Este monumento, obra del escultor Pompilio Villarrubia Norri, fue trasladado el 19 de julio de 1928 hacia una plazoleta al este del Parque Avellaneda y frente al histórico Cementerio del Oeste.
En 1988 la plaza fue nombrada en honor al pintor Tucumano Alfredo Gramajo Gutiérrez. Este espacio público fue remodelado, siendo inaugurados los trabajos el 6 de mayo de 2017 por el intendente Germán Alfaro. Las obras involucran la construcción de nueva caminería y mobiliario urbano e instalación de nueva luminaria. Además se revalorizó la escultura Parábola y se develó una placa en homenaje al pintor que da nombre a la plaza.

## Toponimia
La plaza lleva el nombre de Alfredo Gramajo Gutiérrez. Fue un pintor tucumano nacido el 29 de marzo de 1893 en Monteagudo y que falleció el 23 de agosto de 1961. Sus obras mostraban, principalmente, aspectos de la vida tradicional de los pueblos del Noroeste Argentino.